# Constante de Boltzmann
Ne doit pas être confondu avec Nombre de Boltzmann.
La constante de Boltzmann {\displaystyle k} (ou {\displaystyle k_{\text{B}}}) vaut, :
Elle a été introduite en 1877 par Ludwig Boltzmann dans sa définition de l'entropie {\displaystyle S}. Le système étant à l'équilibre macroscopique, mais libre d'évoluer à l'échelle microscopique entre {\displaystyle \Omega } micro-états différents, son entropie {\displaystyle S} est donnée par :
{\displaystyle S=k_{\text{B}}\,\ln \Omega }
{\displaystyle k_{\text{B}}} peut s'interpréter comme le facteur de proportionnalité reliant la température thermodynamique d'un système à son énergie au niveau microscopique, dite énergie interne. Dans les situations où le théorème d'équipartition de l'énergie s'applique, la constante de Boltzmann permet de mettre en lien l'énergie thermique et la température :
- {\displaystyle E_{\text{th}}={\frac {1}{2}}\,k_{\text{B}}T} est l'expression de l'énergie dans les cas les plus simples avec un seul degré de liberté ;
- {\displaystyle E_{\text{th}}={\frac {f}{2}}\,k_{\text{B}}T}, où {\displaystyle f} est le nombre de degrés de liberté au sens des coordonnées généralisées. Si on prend une particule libre sur un axe, le nombre de degrés de liberté en translation est égal à 1. En revanche, si cette particule est soumise à une force de rappel sinusoïdale (du type ressort), il apparaît un degré de liberté en vibration. Le nombre de degrés de liberté total devient égal à 2.

Cette constante apparaît dans toute la physique. On l'utilise pour convertir une grandeur mesurable, la température (en kelvins), en une énergie (en joules). Elle intervient par exemple dans :
- le calcul du spectre électromagnétique du corps noir ;
- les systèmes suivant une statistique de Maxwell-Boltzmann (ou loi de distribution des vitesses de Maxwell), notamment la loi d'Arrhenius ;
- la constante de Stefan-Boltzmann ;
- la constante radiative ;
- l'énergie interne d'un gaz parfait.

La constante des gaz parfaits {\displaystyle R} est liée à la constante de Boltzmann par la relation : {\displaystyle R=N_{\text{A}}\,k_{\text{B}}} (avec {\displaystyle N_{\text{A}}} = 6,022 140 76 × 1023 mol−1 (valeur exacte) le nombre d'Avogadro, nombre de particules dans une mole). D'où : {\displaystyle R} = 8,314 462 618 153 24 J mol−1 K−1.

## Histoire
L'éponyme de la constante est le physicien autrichien Ludwig Boltzmann (1844-1906),. Boltzmann l'a définie et utilisée une fois dans ses écrits, en 1883, pour exprimer comme suit la loi des gaz parfaits :
{\displaystyle pV=N\varepsilon t},
où {\displaystyle \varepsilon } est l'actuelle constante de Boltzmann, définie à partie de la relation {\displaystyle T={\frac {3}{2}}\varepsilon t}.
C'est le physicien allemand Max Planck (1858-1947) qui l'a introduite sous son nom actuel en 1900,. C'est également Planck qui, le premier, l'a notée {\displaystyle k} et l'a mesurée.

## Valeur

### Dans les unités du Système international
Lors de sa 26e réunion, le 16 novembre 2018, la Conférence générale des poids et mesures (CGPM) a décidé qu'à compter du 20 mai 2019, le Système international d'unités, le SI, est le système d'unités selon lequel la constante de Boltzmann, {\displaystyle k_{\text{B}}}, est égale à 1,380 649 × 10−23 J K−1 (valeur exacte).

### Valeur en eV/K
{\displaystyle k_{\text{B}}} ≈ 8,617 333 262 × 10−5 eV K−1

### Valeur en Hz/K
{\displaystyle k_{\text{B}}/h} ≈ 2,083 661 912 × 1010 Hz K−1

## Mesure

### De la constante de Boltzmann
Plusieurs lois physiques peuvent être utilisées pour déterminer la valeur de {\displaystyle k_{\text{B}}} :
- la thermométrie acoustique à gaz, qui associe la température à la vitesse du son et à la masse molaire[12] ;
- la thermométrie à gaz par mesure de la constante diélectrique, qui associe la température à la constante diélectrique ou à l'indice de réfraction[12] ;
- la thermométrie à bruit de Johnson, qui associe la température à la puissance de bruit électrique dans une largeur de bande donnée[12] ;
- la thermométrie par mesure de l'élargissement Doppler, qui associe la température à la largeur spectrale d'une résonance d'absorption optique[12].

La température thermodynamique (unité le kelvin) fait partie des sept unités de base du Système international d'unités (SI). Dans le cadre de la révision du Système international d'unités (SI) en vigueur depuis le 20 mai 2019, la valeur numérique de cette constante fondamentale {\displaystyle k_{\text{B}}=R/N_{\text{A}}} est fixée par le Comité de données pour la science et la technologie (CODATA). La mesure de {\displaystyle k_{\text{B}}} procédait jusque-là de la mesure de {\displaystyle R} et de celle de {\displaystyle N_{\text{A}}}. La mesure de {\displaystyle N_{\text{A}}} a suivi deux voies :
- la mesure du nombre d'atomes dans un cristal de silicium le plus pur possible (réalisé, mais le prix est très onéreux et peu d'États pourraient payer un tel étalon secondaire) ;
- les balances du watt donnent maintenant des résultats performants et concordants en exactitude (c'est-à-dire que l'on craint moins les erreurs systématiques car les barres d'erreur se recouvrent).

Néanmoins à terme, il était possible que le nombre d'Avogadro soit défini a priori (ce qui compte, c'est le rapport des masses des atomes. Or les atomes piégeables dans les pièges de Penning donnent leur masse à 10-10 près). C'est finalement le choix qui a été retenu, ce qui revient également à fixer {\displaystyle R}.

### De la constante des gaz parfaits
La dernière mesure de {\displaystyle R} (constante des gaz parfaits) est assez ancienne : elle date de 1988 au National Institute of Standards and Technology (NIST). On cherche donc à l'améliorer.
La mesure de la vitesse du son dans un gaz (Moldover), situé dans un résonateur sphérique rempli d'argon, étudiée en fonction de la pression (corrections du viriel) est un exploit technologique assez délicat (variation du volume avec la pression, absorption, désorption). Laurent Pitre opère avec de l'hélium.
La mesure relative d'une capacité à gaz comparée à celle à vide permet de mesurer la constante diélectrique du gaz et de remonter via la formule de Clausius-Mossotti à {\displaystyle k_{\textrm {B}}T} : la précision est 30 ppm avec l'objectif d'atteindre 1 ppm.
La mesure du bruit de résistance thermique (relation de Nyquist) ne permettra sans doute pas d'atteindre mieux que 20 ppm, en raison de la bande passante.
La mesure du rayonnement du corps noir, via la loi de Stefan est limitée à cause de la précision sur l'ouverture (il faut la luminance et non la puissance. Le stéradian intervient) : 30 ppm.
On peut, comme en astronomie, définir la température de couleur, mais là c'est l'étalonnage du filtre de bande passante qui est limitant : 100 ppm.
La mesure de largeur Doppler d'une raie spectrale paraît finalement la meilleure solution : le thermomètre mesure donc la température en hertz. La cuve actuelle du LNE-LNM (Paris-XIII) de 250 litres d'un mélange eau-glace à 273,150(3) K contient l'ampoule de gaz ammoniac dont on étudie une raie IR caractéristique bien cataloguée, de forte absorption (pour obtenir le meilleur rapport signal sur bruit et pour travailler à plus basse pression). Une nouvelle cuve récemment entrée en service permet de tester l'exactitude : avec un spectre en 38 s et environ 500 en 5 h, on atteint les 50 ppm d'incertitude (Daussy, PRL2007). Mais se posent encore des problèmes non résolus : le tirage par échantillons n'est pas vraiment homogène (erreurs systématiques) : il convient donc de repérer les défauts d'exactitude : alignement optique, rétroaction cuve-banc d'optique, modulation de l'intensité du laser dioxyde de carbone (en fréquence et en puissance) et de sa chaîne de balayage. L'avantage de cette méthode est de pouvoir changer de nombreux paramètres (afin de tester expérimentalement l'exactitude), en particulier changer de gaz, méthane ou tétrachlorure de silicium, etc. On peut alors balayer un intervalle de température assez élevé, ce qui améliore considérablement l'EIT 90 (échelle internationale de température 1990).
Il est possible qu'à terme on s'aperçoive que d'autres transitions de phase soient meilleures, puis si on prend l'habitude de mesurer les températures en hertz, c'est-à-dire en joules, via la donnée imposée de la constante de Planck, (soit en eV, si on a la charge de l'électron avec assez de précision), alors on aura réalisé un thermomètre gradué directement en Hz et eV : la boucle se refermera car beaucoup de physiciens des basses températures utilisent déjà cette unité. Or {\displaystyle k_{\textrm {B}}} n'est jamais que le facteur de conversion J/K.
Ce type de situation a déjà été vécu : il fut un temps où l'unité de chaleur était la calorie et l'unité de travail le joule et la calorie par joule s'appelait J et était tabulée par CODATA : J ~ 4,185 5 cal/J. Ensuite on a décidé de prendre la même unité pour la chaleur et le travail, compte tenu du premier principe de la thermodynamique et de l'expérience de Joule (1845).

#### Publications originales
- [Boltzmann 1884] (de) Ludwig Boltzmann, « Über das Arbeitsquantum, welches bei chemischen Verbindungen gewonnen werden kann », Sitzungsberichte der Akademie der Wissenschaften mathematisch-naturwissenschaftliche Klasse, vol. 88, no 2,‎ 1884, p. 861-896 (lire en ligne [PDF]).

#### Dictionnaires et encyclopédies
- [Taillet, Villain et Febvre 2018] Richard Taillet, Loïc Villain et Pascal Febvre, Dictionnaire de physique : + de 6500 termes, nombreuses références historiques, des milliers de références bibliographiques, Louvain-la-Neuve, De Boeck Supérieur, hors coll. / sciences, janv. 2018, 4e éd. (1re éd. mai 2008), X-956 p., ill. et fig., 17 × 24 cm, br. (ISBN 978-2-8073-0744-5, EAN 9782807307445, OCLC 1022951339, BNF 45646901, SUDOC 224228161, présentation en ligne, lire en ligne), s.v. Boltzmann (constante de), p. 83, col. 1.

#### Métrologie
- [Julien et al. 2019] Lucile Julien, François Nez, Matthieu Thomas, Patrick Espel, Djamel Ziane, Patrick Pinot, François Piquema, Pierre Cladé, Saïda Guellati-Khélifa, Sophie Djordjevic, Wilfrid Poirier, Félicien Schopfer, Olivier Thévenot, Laurent Pitre et Mohamed Sadli, « Le nouveau Système international d'unités : le kilogramme, l'ampère, la mole et le kelvin redéfinis », Reflets phys., no 62 : « Le nouveau Système international d'unités »,‎ juin 2019, p. 11-31 (DOI 10.1051/refdp/201962011, résumé, lire en ligne [PDF]) :
  - [Pitre et Sadli 2019] Laurent Pitre et Mohamed Sadli, « Le kelvin révisé et la constante de Boltzmann », Reflets phys., no 62,‎ juin 2019, p. 29-31.